# 龙塞斯瓦列斯山口
龙塞斯瓦列斯山口（西班牙語：puerto de Ibañeta）是比利牛斯山的一个山口，位于法国和西班牙边境附近，全境位于西班牙，巴尔卡洛斯与龙塞斯瓦列斯之间。历史上数次龙塞斯瓦列斯山口战役发生于此。